# František Mašek
František Mašek (6. října 1862 Milevsko – 31. března 1950 Želeč) byl československý politik a meziválečný poslanec Národního shromáždění.

## Život
František Mašek byl statkář. Od roku 1908 mu patřilo panství v Želči u Tábora. Podle údajů k roku 1920 byl profesí rolníkem v Želči u Tábora. Podporoval rozvoj obce a kulturní život. Organizoval divadelní představení místního ochotnického spolku.
V parlamentních volbách v roce 1920 získal poslanecké křeslo v Národním shromáždění za Československou národní demokracii.
Zemřel v roce 1950.